# Messeix
Messeix là một xã ở tỉnh Puy-de-Dôme trong vùng Auvergne-Rhône-Alpes miền trung nước Pháp. Xã này nằm ở khu vực có độ cao trung bình 750 mét trên mực nước biển.
Sông Chavanon tạo thành ranh giới tây bắc thị trấn.